# Kazimierz Czyżewski (jezuita)
Kazimierz Czyżewski SJ (ur. 4 marca 1673 w Wielkopolsce, zm. 26 lipca 1746 w Krośnie), polski duchowny katolicki, jezuita, rektor kolegium jezuitów w Toruniu.
Wstąpił do zakonu jezuitów w 1689. Kształcił się w teologii i filozofii, uczył następnie w klasach początkowych szkół zakonnych w Jarosławiu, Przemyślu, Chojnicach; był również nauczycielem retoryki w Gdańsku. Następnie do 1712 działał jako kaznodzieja w Poznaniu, Bydgoszczy, Malborku i Gdańsku. W latach 1712–1722 był rektorem kolegium jezuitów w Grudziądzu, gdzie dokończył budowy kościoła. W 1722 przeszedł na rok do kolegium w Piotrkowie.
W 1723 objął funkcję rektora w Toruniu. Na czas kierowania przez niego tamtejszym kolegium przypadły wydarzenia, które przeszły do historii pod nazwą tumultu toruńskiego. 17 lipca 1724 doszło do napadu ludności ewangelickiej na kolegium i klasztor. Jezuici wytoczyli władzom miasta proces przed sądem asesorskim w Warszawie; na mocy wyroku stracony został burmistrz Torunia Jan Gotfryd Rösner, uznany za winnego opieszałości w obronie katolickich gmachów.
Czyżewski pozostał na stanowisku rektora toruńskiego kolegium do 1726; pracował później w Jarosławiu, w latach 1730–1732 był rektorem w Sandomierzu. Ostatnie lata życia spędził we Lwowie i Krośnie.